# Alberto Herrera Carrillo
Alberto Herrera Carrillo es un político y maestro mexicano. Nació en Colima, Colima el 2 de marzo de 1920. Fue rector de la Universidad de Colima del 13 de octubre de 1973 al 2 de octubre de 1979, fecha en que ocurrió su muerte. Durante su gestión, la Federación de Estudiantes Colimenses pugnó por que el titular de la rectoría fuera de extracción netamente universitaria, lo cual se apoyó decididamente. El 29 de junio de 1979, el Lic. Herrera Carrillo solicitó licencia para separarse de la rectoría por motivos de salud y se delegó la responsabilidad en favor del Lic. Humberto Silva Ochoa. Herrera Carrillo, no regresó a la rectoría pues falleció el 2 de octubre de 1979. 
- Datos: Q8193509